# Falsamblymora tidorensis
Falsamblymora tidorensis är en skalbaggsart som beskrevs av Stefan von Breuning 1959. Falsamblymora tidorensis ingår i släktet Falsamblymora och familjen långhorningar. Inga underarter finns listade i Catalogue of Life.